# Exome

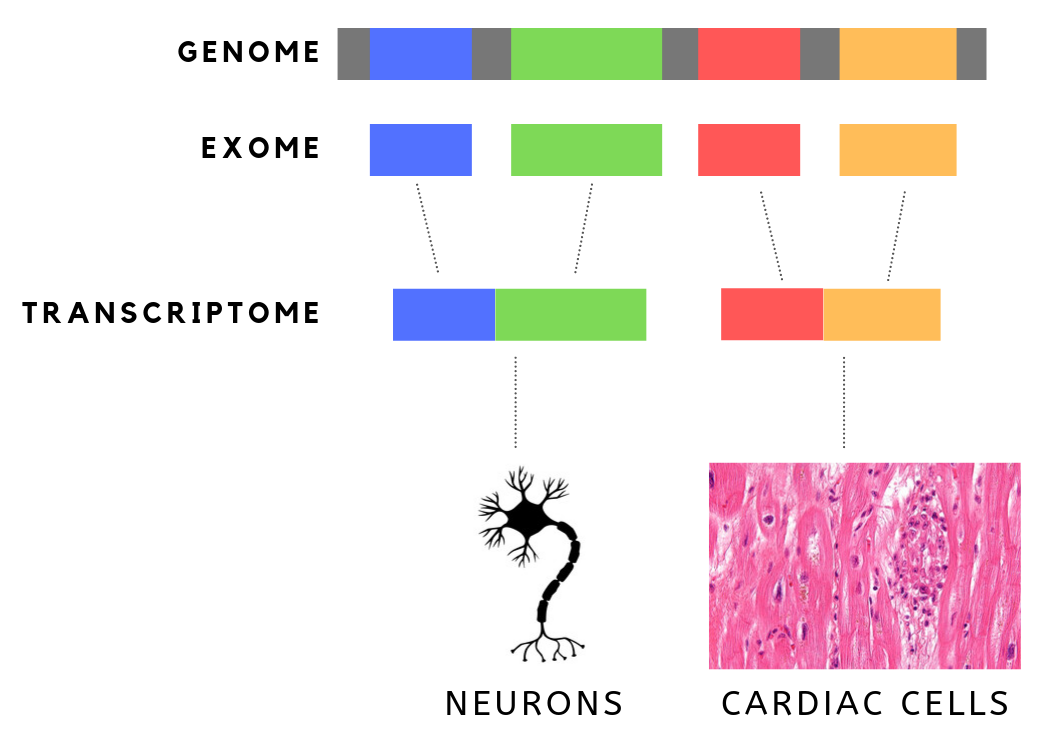
Schéma d'un exome

L'exome est la partie du génome d'un organisme eucaryote constituée par les exons, c'est-à-dire les parties des gènes qui sont exprimées pour synthétiser les produits fonctionnels sous forme de protéines. C'est la partie du génome la plus directement liée au phénotype de l'organisme, à ses qualités structurelles et fonctionnelles.
L'exome d'un être humain est estimé à 1,2 % de son génome, ce qui montre l'importance de l'ADN non codant. Divers programmes de recherche visent à analyser l'exome d'ensembles d'individus pour rechercher les variations qui seraient à l'origine de maladies.